# Актинолит
Актиноли́т (от др.-греч. ἀκτίς (актино-) — луч и λίθος — камень: «лучистый камень») — породообразующий минерал группы амфиболов класса силикатов. Название связано с тем, что в минерале заметно множество игольчатых кристаллов и их лучистых агрегатов. Цвет обусловлен наличием железа.
Типичный метасоматический минерал метаморфических сланцев и контактовых скарнов. Образует шестоватые или спутанно-волокнистые агрегаты. Часто встречается вместе с гранатом, кварцем, тальком, эпидотом. Тонковолокнистый актинолит эластичен и применяется как наполнитель резины для автопокрышек. Иногда используется как поделочный камень.
Разновидности: нефрит, амиант (греч. Αμίαντος — «незапятнанный, чистый») — амфиболовый асбест. Смарагдит — просвечивающая изумрудно-зелёная разновидность, внешне похожая на изумруд (др.-рус. смарагд).

## Месторождения
Встречается в Австрии (Высокий Тауэрн в Каринтии), Швейцарии, США (Аляска, Калифорния, Вайоминг, Пенсильвания, Виргиния), Канаде (Британская Колумбия), Италии, Танзании, Бразилии (Минас-Жерайс), на Мадагаскаре, на Украине (Криворожье, Приазовье), в России — в Забайкалье, а также на Южном Урале в группе Кыштымских месторождений кварца (Слюдорудник).